# Athroisminae
 Athroisminae   Panero, 2005 è una sottotribù di piante angiosperme dicotiledoni della famiglia delle Asteraceae (sottofamiglia Asteroideae e tribù Athroismeae).

## Etimologia
Il nome della sottotribù deriva dal suo genere più importante Athroisma la cui etimologia potrebbe derivare dalla parola greca "athro" (= affollato).
Il nome scientifico è stato definito per la prima volta dal botanico contemporaneo José L. Panero (1959-) nella pubblicazione "Phytologia; Designed to Expedite Botanical Publication. New York -  87(1): 5. 2005" del 2005.

## Descrizione

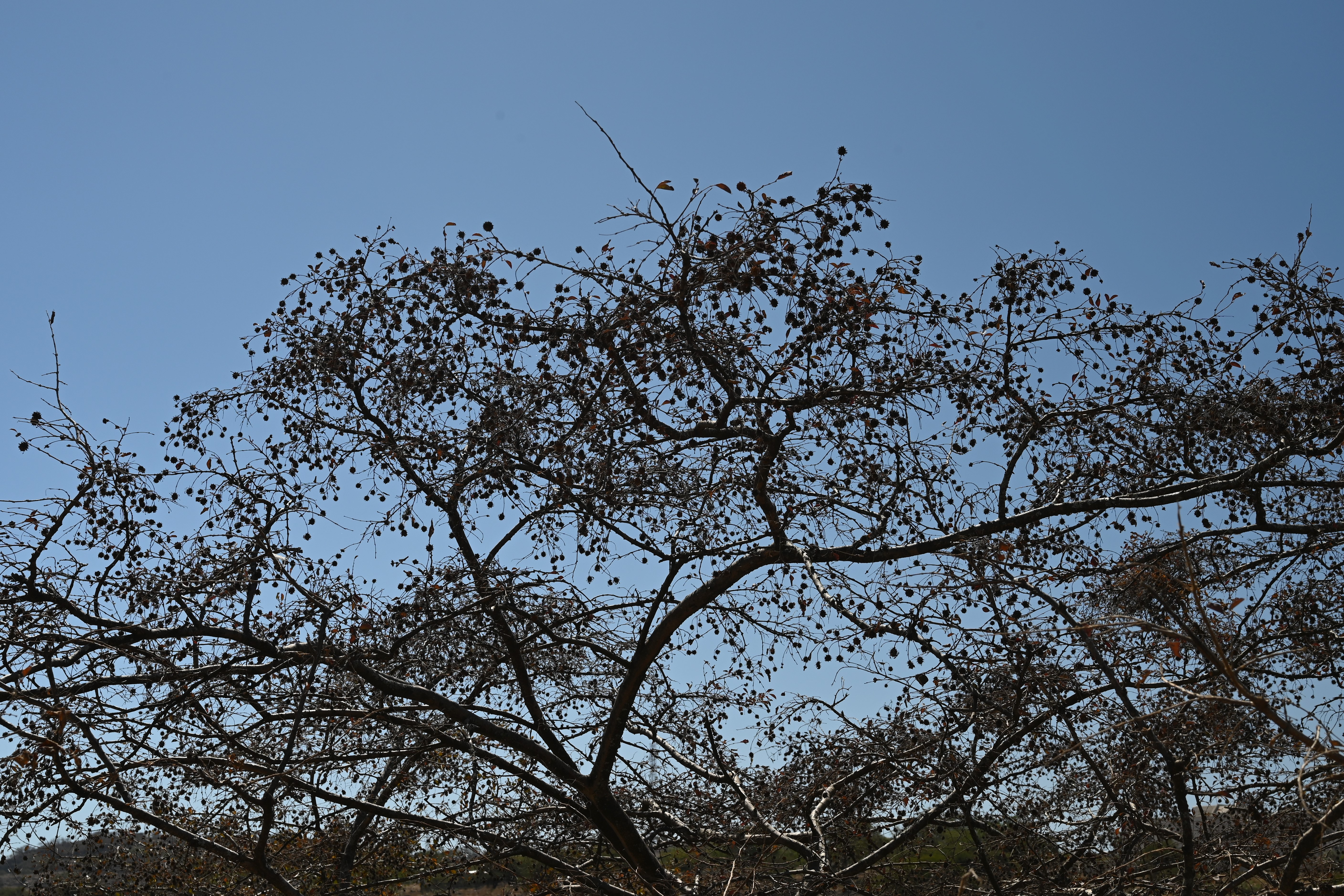
Il portamento
Blepharispermum hirtum

Portamento. Le piante di questa sottotribù hanno un ciclo biologico perenne (poche sono annuali) con un habitus erbaceo, arbustivo o simile a piccoli alberi.
Fusto. La parte aerea in genere è eretta, semplice o ramosa. 
Foglie. Le foglie lungo il caule sono disposte in modo alternato. Il portamento delle foglie può essere fascicolato. Sono sessili e talvolta picciolate con spine basali. La lamina ha un contorno lineare, lanceolato o ovato, oppure obovato.
Infiorescenza. Le infiorescenze (sinflorescenze) sono formate da capolini omogami o eterogami solitari o riuniti a formare infiorescenze compatte o di tipo panicolato. I capolini possono essere sessili o peduncolati di tipo da radiato a discoide; è composto da un involucro, con forme da campanulate (o globose) o emisferiche, formato da diverse brattee, al cui interno un ricettacolo fa da base ai fiori di due tipi: raggio (non sempre presenti) e disco. Le brattee, piatte, a consistenza erbacea con dimensioni più o meno uguali oppure graduate con differenti lunghezze (disposizione embricata) si trovano su più serie (da 1 a 4). Il ricettacolo è convesso o conico (in qualche specie può essere globoso o sub-globoso) con pagliette a protezione della base dei fiori.
Fiori.  I fiori sono tetra-ciclici (formati cioè da 4 verticilli: calice – corolla – androceo – gineceo) e pentameri (calice e corolla formati da 5 elementi). I fiori del disco sono ermafroditi, raramente solo funzionalmente maschili. I fiori del raggio sono femminili, qualche volta con androceo. I fiori sono tutti attinomorfi, raramente sono zigomorfi. Quelli solamente femminili sono pochi o assenti con corolle tubolari; quelli ermafroditi sono da 2 a 25 con corolle campanulate.
- Formula fiorale:

*/x K {\displaystyle \infty }, [C (5), A (5)], G 2 (infero), achenio 
- Calice: i sepali del calice sono ridotti ad una coroncina di squame.

- Corolla:

- fiori del raggio: la forma della corolla alla base è più o meno tubulosa-imbutiforme, mentre all'apice è ligulata; la ligula può terminare con alcuni denti; il colore in genere è giallo;
- fiori del disco: la forma è tubulare bruscamente divaricata in 4-5 lobi; i lobi, patenti o eretti, hanno una forma deltata o più o meno lanceolata; i colori sono bianco, giallo o raramente porpora.

- Androceo: l'androceo è formato da 4-5 stami sorretti da filamenti generalmente liberi; gli stami sono connati e formano un manicotto circondante lo stilo; le teche (produttrici del polline) alla base sono troncate, non sono speronate o hanno una coda. Il tessuto endoteciale (rivestimento interno dell'antera) è quasi sempre polarizzato (con due superfici distinte: una verso l'esterno e una verso l'interno). Il polline è sferico con un diametro medio di circa 25 micron;  è tricolporato (con tre aperture sia di tipo a fessura che tipo isodiametrica o poro) ed è echinato (con punte sporgenti).

- Gineceo: l'ovario è infero uniloculare formato da 2 carpelli. Lo stilo, il recettore del polline, è bifido con due stigmi divergenti oppure è indiviso e filiforme; possiede delle linee stigmatiche marginali separate o contigue. I due bracci dello stilo (se è bifido) hanno una forma da lanceolata a deltoide e possono essere papillosi o ricoperti da ciuffi di peli.

Frutti. II frutti sono degli acheni con pappo. La forma dell'achenio è sub-affusolata e strettamente obovata, con coste longitudinali ed epidermide senza cristalli. Il pappo è formato da piccole scaglie fuse alla base formanti una specie di tazza, oppure è assente.

## Biologia
Impollinazione: l'impollinazione avviene tramite insetti (impollinazione entomogama tramite farfalle diurne e notturne).

Riproduzione: la fecondazione avviene fondamentalmente tramite l'impollinazione dei fiori (vedi sopra).

Dispersione: i semi (gli acheni) cadendo a terra sono successivamente dispersi soprattutto da insetti tipo formiche (disseminazione mirmecoria). In questo tipo di piante avviene anche un altro tipo di dispersione: zoocoria. Infatti gli uncini delle brattee dell'involucro (se presenti) si agganciano ai peli degli animali di passaggio disperdendo così anche su lunghe distanze i semi della pianta. Inoltre per merito del pappo (se presente) il vento può trasportare i semi anche a distanza di alcuni chilometri (disseminazione anemocora).

## Distribuzione e habitat
Le specie di questo gruppo sono distribuite in Africa e Asia.

## Sistematica
La famiglia di appartenenza di questa voce (Asteraceae o Compositae, nomen conservandum) probabilmente originaria del Sud America, è la più numerosa del mondo vegetale, comprende oltre 23.000 specie distribuite su 1.535 generi, oppure 22.750 specie e 1.530 generi secondo altre fonti (una delle checklist più aggiornata elenca fino a 1.679 generi). La famiglia attualmente (2021) è divisa in 16 sottofamiglie; la sottofamiglia Asteroideae è una di queste e rappresenta l'evoluzione più recente di tutta la famiglia.

### Filogenesi
La tribù di questa voce (Athroismeae) è una delle 21 tribù della sottofamiglia Asteroideae). Da un punto di vista filogenetico, Athroismeae, all'interno della sottofamiglia, fa parte del gruppo "Helianthodae".
In base alle ultime ricerche nella tribù sono stati individuate 5 sottotribù. La sottotribù di questa voce si trova, da un punto di vista filogenetico, in posizione "basale" , ossia è stato il primo gruppo a separarsi dal resto della tribù.
Ricerche recenti hanno ricostruito l'albero filogenetico della sottotribù:
|  | Blepharispermum                                              |
|  |                                                              |
|  | \| \| Leucoblepharis \| \| \| \| \| \| Athroisma \| \| \| \| |
|  |                                                              |
|  | Leucoblepharis                                               |
|  |                                                              |
|  | Athroisma                                                    |
|  |                                                              |

|  | Leucoblepharis |
|  |                |
|  | Athroisma      |
|  |                |

I caratteri distintivi delle specie di questa sottotribù sono:
- i capolini sono raccolti in compatti glomeruli;
- gli acheni sono neri (carbonizzati) e obcompressi.

### Composizione della sottotribù
La sottotribù Athroisminae comprende 3 generi e 28 specie.
| Genere                    | N. specie                                               | Distribuzione                                                           | Caratteri più significativi | Fiori |
| ------------------------- | ------------------------------------------------------- | ----------------------------------------------------------------------- | --- | ----- |
| Athroisma DC., 1833       | 12                                                      | Coste dell'oceano Indiano (Africa orientale, India, Indocina e Malesia) | Le brattee dell'involucro sono erbacee e sono più brevi dei capolini. - Negli acheni gli apici dei tricomi doppi sono divergenti o curvi. |       |
| Blepharispermum DC., 1834 | 15                                                      | Zone tropicali dell'Africa e dell'Asia                                  | I fiori con corolle campanulate sono funzionalmente maschili. - Lo stilo è filiforme.                                                     |       |
| Leucoblepharis Arn., 1838 | Una specie: Leucoblepharis subsessilis (DC.) Arn., 1838 | India                                                                   | Le brattee dell'involucro sono lunghe come il capolino stesso. - Gli apici dei tricomi degli acheni sono dritti.                          |       |

### Chiave per i generi
Per meglio comprendere ed individuare i vari generi della sottotribù l'elenco seguente utilizza il sistema delle chiavi analitiche:
- 1A: i fiori funzionalmente maschi hanno delle corolle campanulate; gli stili sono filiformi;

genere Blepharispermum
- 1B: i fiori ermafroditi hanno delle corolle campanulate; gli stili sono divisi;
  - 2A: le brattee dell'involucro sono lunghe come il capolino stesso; gli apici dei tricomi degli acheni sono dritti;

genere Leucoblepharis
- 2B: le brattee dell'involucro sono più brevi del capolino stesso; gli apici dei tricomi degli acheni sono divergenti o curvi;

genere Athroisma